# 동형동음이의어
동형동음이의어(同形同音異義語) 또는 동철동음이의어(同綴同音異義語)는 동음이의어이면서 동형이의어인 단어를 가리킨다. 즉, 철자와 발음이 모두 같으면서 뜻이 다른 경우를 말한다. 영어의 한 예시는 row(노), row(열), row(말다툼)이다.
영어로 호모님(영어: Homonym)이라고 하는데, 넓은 의미로는 단순히 동음이의어와 동형이의어를 포괄하는 용어(즉 두 경우 중 하나에 해당하는 단어쌍)로도 쓰인다.

## 같이 보기
- 거짓짝
- 동의어